# Resolució 971 del Consell de Seguretat de les Nacions Unides
La Resolució 971 del Consell de Seguretat de les Nacions Unides fou adoptada per unanimitat el 12 de gener de 1995. Després de reafirmar les resolucions 849 (1993), 854 (1993), 858 (1993), 876 (1993), 881 (1993), 892 (1993), 896 (1994), 901 (1994), 906 (1994), 934 (1994) i 937 (1994), el Consell va prorrogar la Missió d'Observació de les Nacions Unides a Geòrgia (UNOMIG) fins al 15 de maig de 1995.
El Consell de Seguretat va reafirmar la sobirania i integritat territorial de Geòrgia i el dret al retorn de tots els refugiats, pels quals es va signar un acord. Es va instar als partits a no emprendre accions unilaterals que impedissin el procés polític. Hi va haver una manca de progrés en un acord global de pau i un retorn lent dels refugiats. En aquest sentit, es va demanar a les parts que treballessin per aconseguir un acord, en particular pel que fa a l'estatus polític d'Abkhàzia. El Consell va expressar la seva satisfacció per la cooperació entre la UNOMIG i la Força de Pau de la Comunitat d'Estats Independents (CIS).
Després d'estendre el mandat de la UNOMIG fins al 15 de maig de 1995, es va sol·licitar al secretari general Boutros Boutros-Ghali que informés sobre la situació a Abkhàzia i Geòrgia en el termini de dos mesos a partir de l'adopció de la resolució actual. Es va instar a ambdues parts, particularment a la part abkhaz, a complir els seus compromisos en matèria de refugiats i persones desplaçades. Es va demanar al Secretari General a cooperar amb la força de la CEI en l'adopció de mesures addicionals per garantir el retorn dels refugiats i desplaçats, mentre que els Estats membres van ser cridats a contribuir al fons voluntari establert pel Acord sobre alto el foc i separació de forces.